# Onthophagus nitidulus
Onthophagus nitidulus är en skalbaggsart som beskrevs av Johann Christoph Friedrich Klug 1845. Onthophagus nitidulus ingår i släktet Onthophagus och familjen bladhorningar. Inga underarter finns listade i Catalogue of Life.